# Châsses de saint Thomas Becket

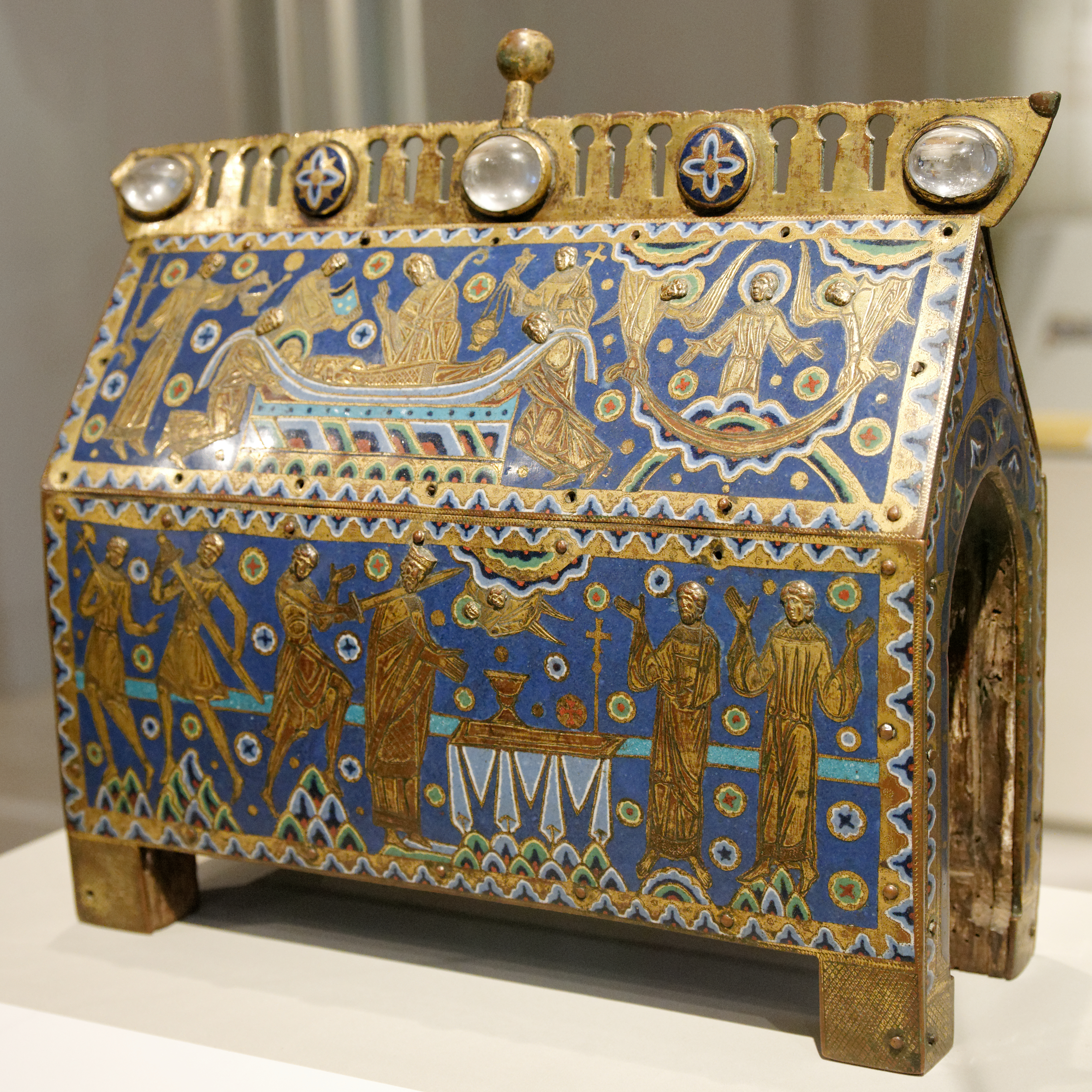
Châsse conservée au Victoria and Albert Museum de Londres.

Les châsses de saint Thomas Becket sont des reliquaires en émail de Limoges réalisés aux environs de 1200 et contenant des reliques du martyr.

## Contexte historique

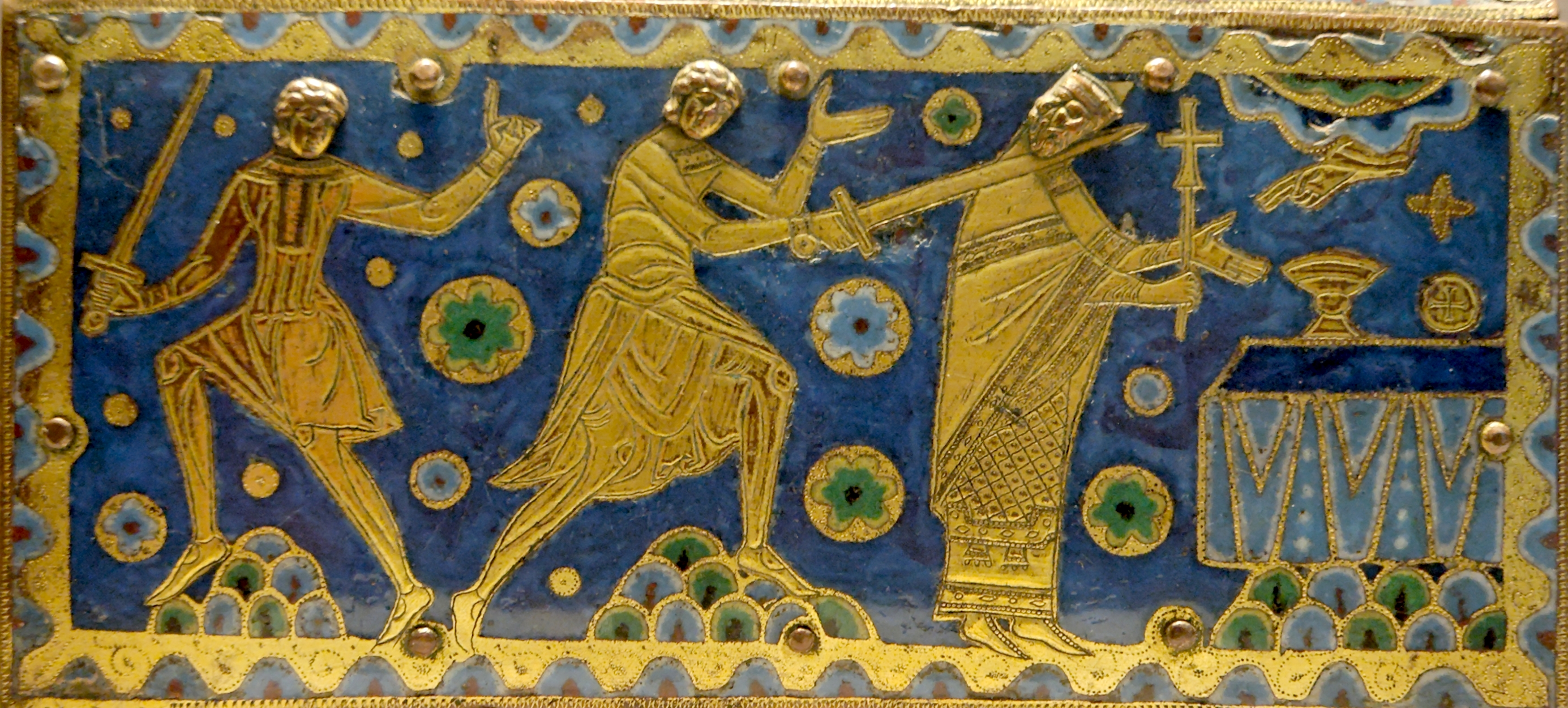
L’assassinat de Thomas Becket. Détail d'une des deux châsses conservées au musée du Louvre à Paris.

Durant la nuit du 29 décembre 1170, l'archevêque de Cantorbéry, Thomas Becket, est assassiné alors qu'il célèbre la messe dans sa cathédrale de Cantorbéry, par quatre chevaliers obéissant aux ordres du roi Henri II d'Angleterre. Cet événement qui voit un homme d'Église s'opposer au nom de la religion à l'absolutisme du pouvoir royal, a un retentissement considérable dans toute l'Europe. Bientôt des pèlerins affluent en grand nombre pour prier sur le lieu de l'assassinat. En 1173, Thomas Becket est canonisé et sa cathédrale devient un des sanctuaires les plus visités d'Occident, et reste l'une des églises d'Angleterre parmi les plus renommées.
Au cours des années suivant sa mort, les reliques de saint Thomas sont partagées et dispersées, afin de permettre au plus grand nombre possible de fidèles de les vénérer ; mais au début du XVIe siècle le roi Henri VIII détruit les reliques de saint Thomas Beckett présentes au sein de la cathédrale de Cantorbéry. Elles étaient placées dans des châsses réalisées à cette intention à Limoges, centre de production d'objets en émail champlevé.

## Caractéristiques
Réalisées pour la plupart entre 1195 et 1220, les châsses mesurent entre 11 et 21 centimètres de longueur pour une hauteur comprise entre 10 et 18 centimètres. Elles ont la forme habituelle des châsses de l'époque, en parallélépipède rectangle reposant sur quatre pieds et surmontée d'un toit à deux rampants, qui rappelle celles des sarcophages chrétiens primitifs, symbole de la relique qu'elles contiennent. Leur structure interne est réalisée en bois de chêne, qui est protégé par un enduit et recouvert, à l'extérieur, de six plaques de cuivre émaillées selon la technique du champlevé. La plupart des reliquaires étaient également couronnées d'une crête ajourée en cuivre, qui pouvait aussi être décorée de pierres précieuses ou de cristal de roche. En raison de leur fragilité, plusieurs de ces crêtes ont aujourd'hui disparu.
Pour l'ensemble des châsses, la scène de l’assassinat de Thomas Beckett est représentée sur la face avant, celui-ci étant décapité alors qu'il célèbre la messe face à un autel. Le nombre des assaillants varie, allant de un à quatre, et dans certains cas des clercs sont également représentés.
Les scènes figurant sur les autres pans sont elles plus variées, même si certains thèmes dominent. Ainsi, sur le rampant avant on trouve principalement la représentation de l'enterrement de saint Thomas Becket ou celle de la montée de son âme au ciel, sur les côtés figurent des apôtres ou des saints tandis que l'arrière est uniquement orné de motifs.

## Recensement
Sur la centaine de châsses vraisemblablement réalisées, cinquante-sept ont été recensées, les autres ayant probablement disparu ou été volontairement détruites sur l'ordre d'Henri VIII. Parmi celles restantes, certaines sont demeurées des objets de dévotion, conservés dans des églises ou cathédrales, les autres ayant été acquises, parfois pour des prix très élevés, par des musées ou collections privées. En 1996, le Royaume-Uni a interdit l'exportation d'une châsse vendue aux enchères par Sotheby's pour 6,5 millions de dollars à un collectionneur privé ; la châsse en question est actuellement exposée au Victoria and Albert Museum.

## Châsses exposées au public
Allemagne
- Musée Schnütgen de Cologne[12] ;
- Museum für Kunst und Gewerbe de Hambourg[6] ;

États-Unis
- Glencairn Museum (en) de Bryn Athyn[13] (Pennsylvanie) ;
- Cleveland Museum of Art de Cleveland[14] (plaque) ;
- Allen Memorial Art Museum à Oberlin[6] ;
- California Palace of the Legion of Honor de San Francisco ;
- Musée d'art de Toledo[15] ;

France
- Musée d'art Roger-Quilliot de Clermont-Ferrand[16] ;
- Musée de la Sénatorerie de Guéret[17] ;
- Musée de l'Évêché de Limoges ;
- Musée des Beaux-Arts de Lyon ;
- Musée du Louvre à Paris (2 châsses)[18],[19] ;
- Musée national du Moyen Âge à Paris (2 châsses) ;
- Cathédrale de Sens[20] ;
- Église Saint-Laurent du Vigean[20] ;

Italie
- Cathédrale d'Anagni ;
- Musée de la cathédrale de Lucques ;

Royaume-Uni
- Ashmolean Museum d'Oxford[21] ;
- Cathédrale de Hereford[22] ;
- British Museum de Londres ;
- Victoria and Albert Museum de Londres ;
- Burrell Collection à Glasgow ;

Suède
- Église de Trönö, Hälsingland ;

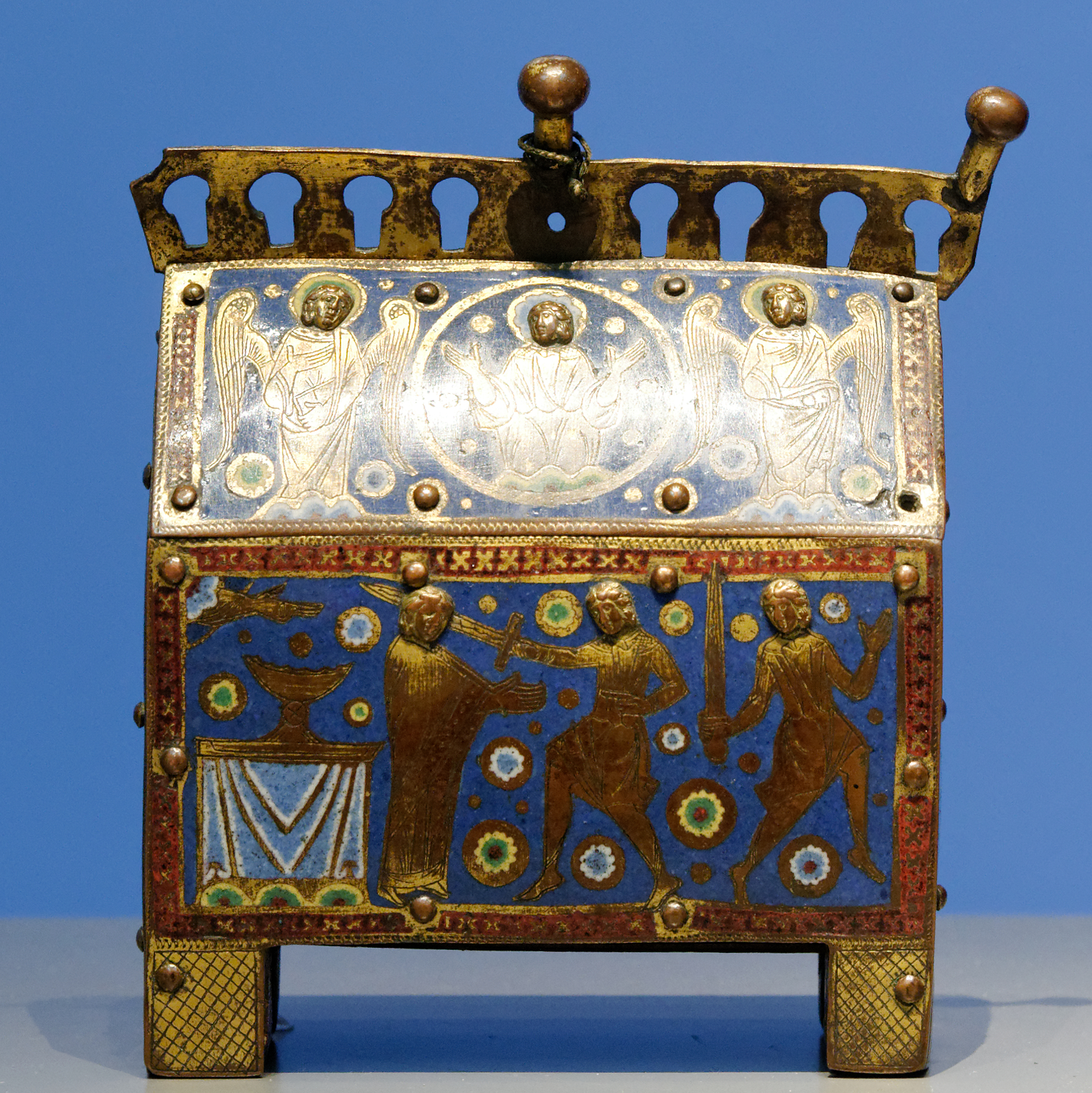
Châsse conservée au British Museum de Londres
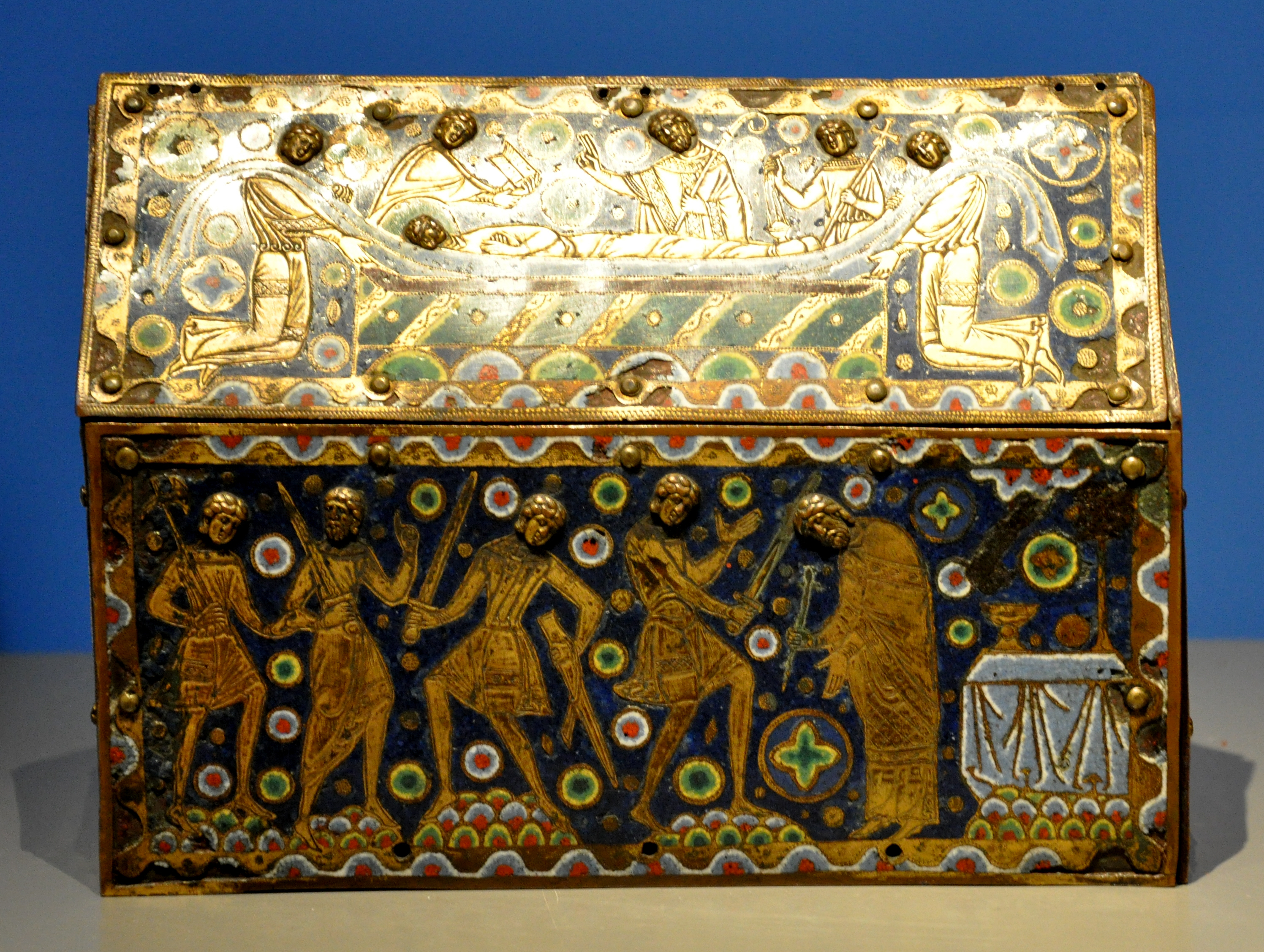
Châsse conservée au British Museum de Londres
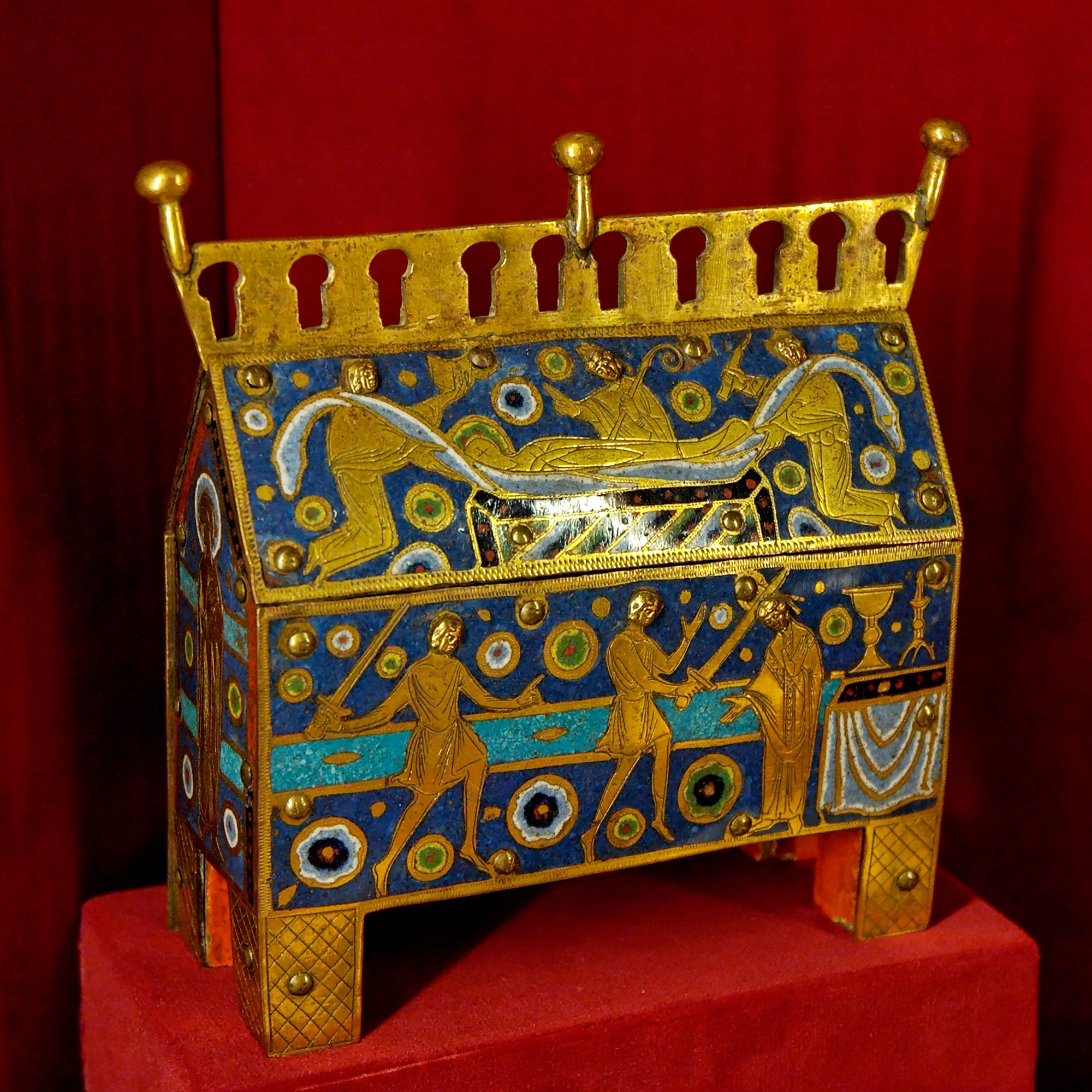
Châsse conservée au musée national du Moyen Âge de Paris
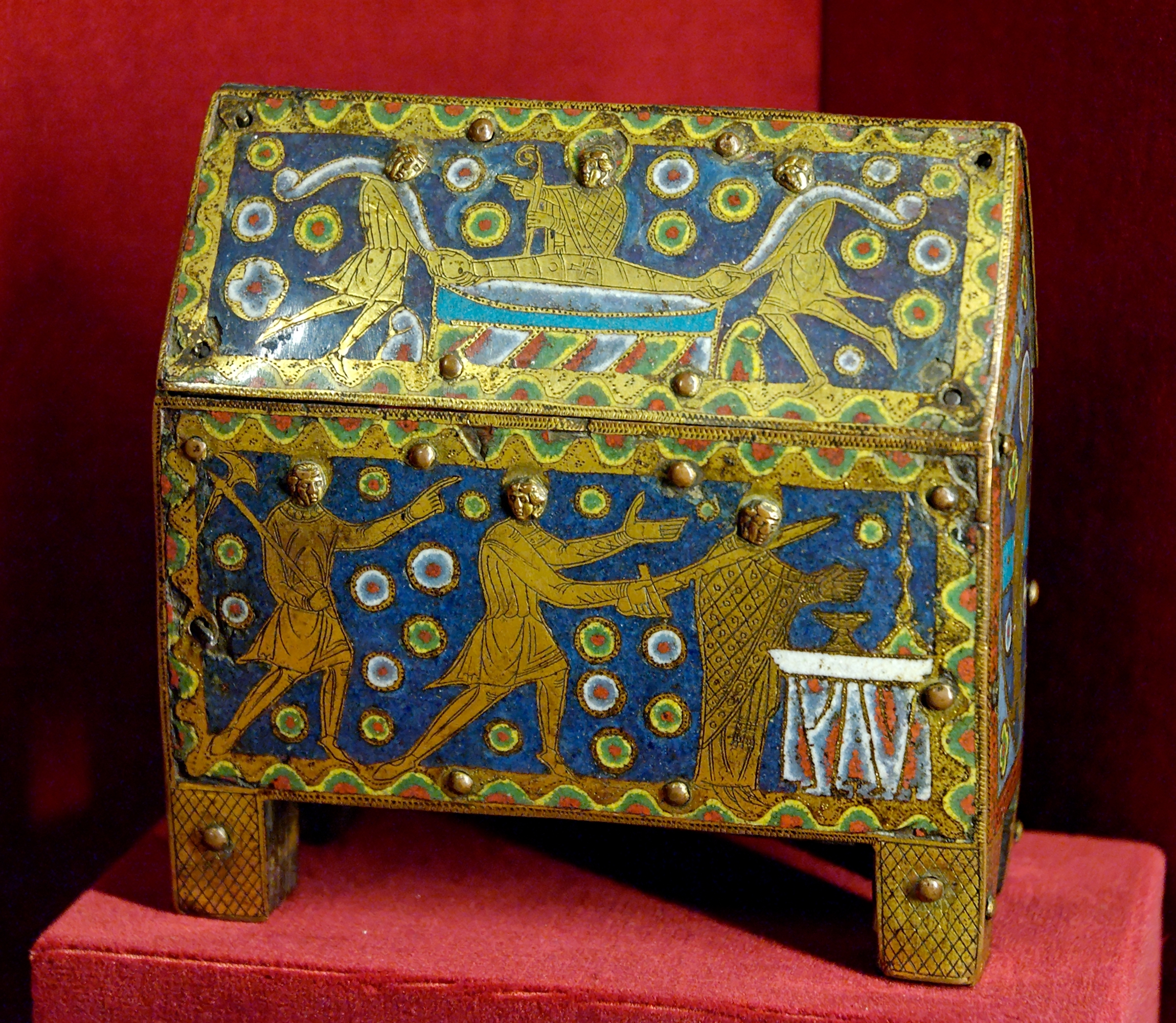
Autre châsse conservée au musée national du Moyen Âge de Paris
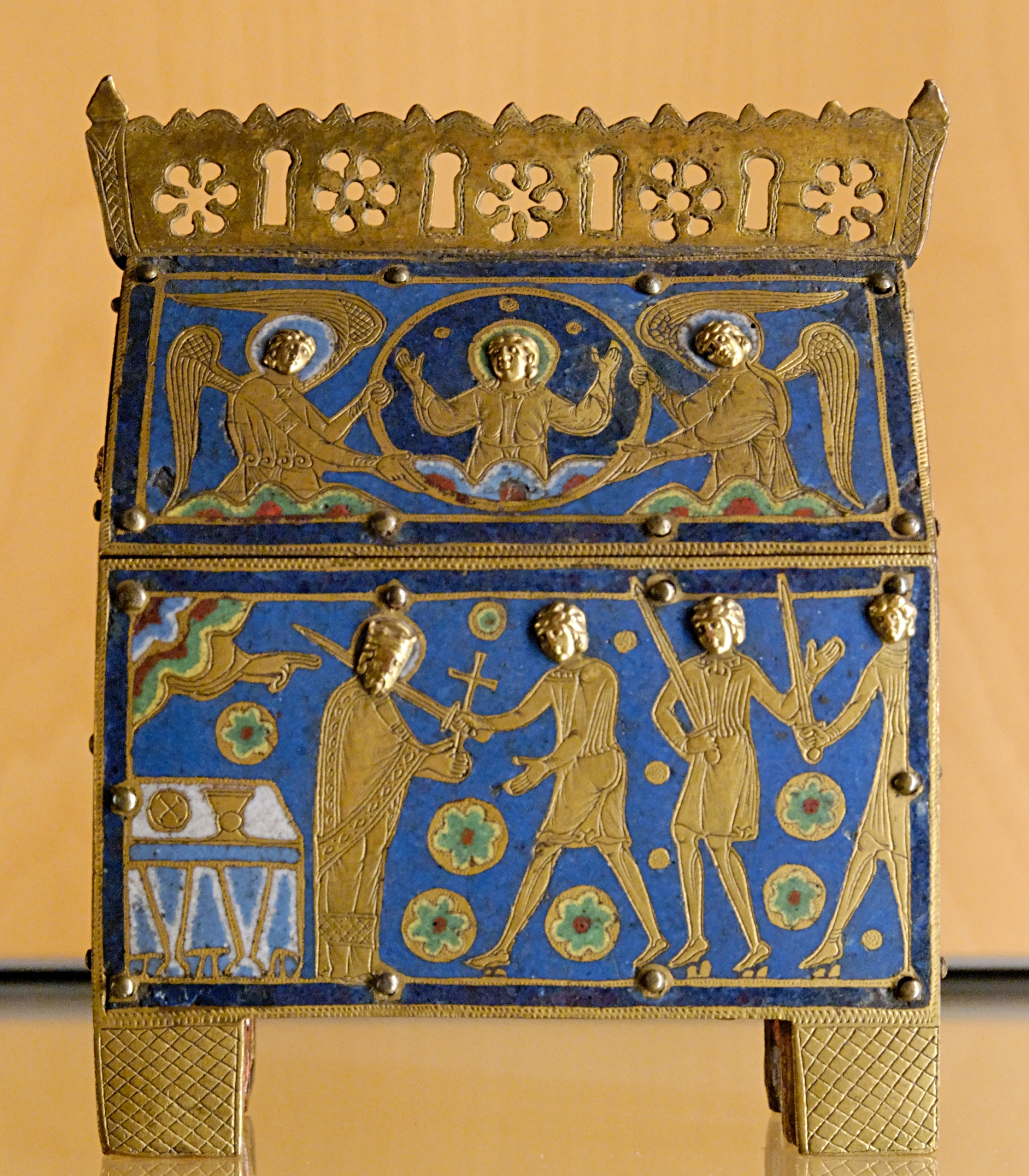
Châsse conservée au musée des Beaux-Arts de Lyon
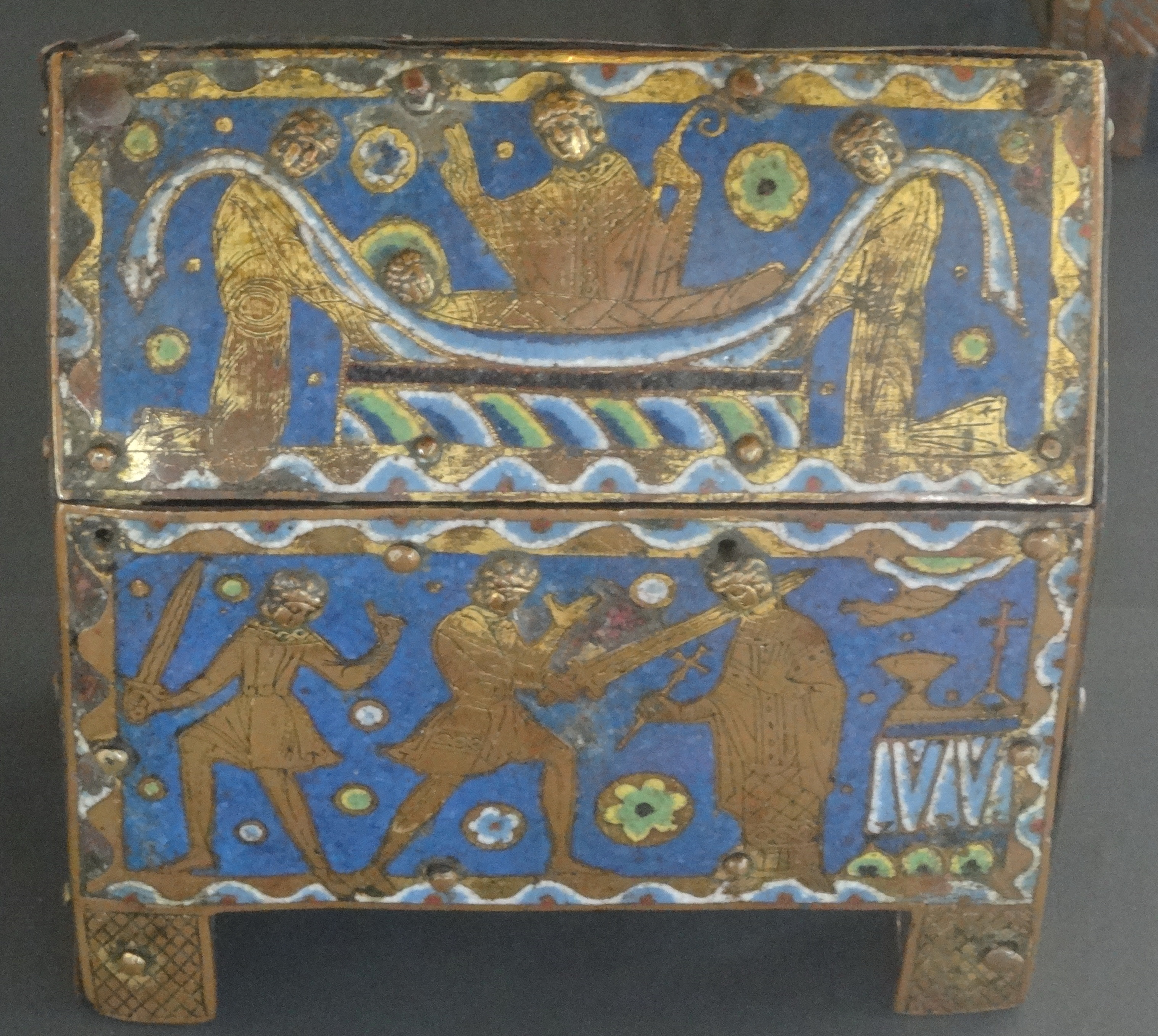
Châsse conservée au musée des Beaux-Arts de Limoges